# Mark Twain House
Het Mark Twain House (& Museum) in Hartford in de Amerikaanse staat Connecticut was het huis van Samuel Langhorne Clemens, beter bekend onder zijn schrijversnaam Mark Twain, en zijn gezin, van 1874 tot 1891. Het is ontworpen door Edward Tuckerman Potter en gebouwd in een neogotische stijl. De biograaf van Clemens, Justin Kaplan, noemde het 'een combinatie van een stoomboot, een middeleeuwse vesting en een koekoeksklok'.
Clemens heeft veel van zijn bekendste werken geschreven toen hij daar woonde, waaronder The Adventures of Tom Sawyer, The Prince and the Pauper, Life on the Mississippi, Adventures of Huckleberry Finn, A Tramp Abroad en A Connecticut Yankee in King Arthur's Court.
Als gevolg van slechte financiële investeringen verhuisde het gezin Clemens in 1891 naar Europa. De beurscrash van 1893 vormde een volgende bedreiging van hun financiële stabiliteit. Clemens, zijn vrouw Olivia en hun middelste dochter Clara brachten het jaar 1895-1896 reizend door zodat hij colleges kon geven en geld kon verdienen om hun schulden af te betalen. Hij schreef over de reis in Following the Equator (1897). Hun twee andere dochters, Susy en Jean, waren tijdens die reis thuis gebleven. Susy overleed thuis op 18 augustus 1896 aan hersenvliesontsteking voordat het gezin weer herenigd kon worden. Zij konden het na deze tragedie niet opbrengen om in het huis te blijven wonen en verbleven de rest van hun leven in het buitenland. Zij verkochten het huis in 1903.
Het gebouw deed later dienst als een school, een appartementsgebouw en een openbare bibliotheek. In 1929 werd het huis gered van een mogelijke sloop en kwam onder het beheer van de pas opgerichte non-profitgroep Mark Twain Memorial. Het gebouw werd in 1962 tot National Historic Landmark verklaard. Na een restauratie werd het in 1974 geopend als een museumhuis. In 2003 werd voor miljoenen dollars een LEED-certified bezoekerscentrum gebouwd waarin ook een museum was gecreëerd dat volledig in het teken stond van het leven en werk van Twain.
In 2008 ontstonden er voor het beheer van het huis ernstige financiële problemen die voor een deel werden veroorzaakt door de oplopende verbouwingskosten van het nieuwe bezoekerscentrum. Het museum werd geholpen door de publiciteit over de benarde situatie, de snelle reactie van de staat Connecticut, bedrijven en andere donoren en door een door schrijvers georganiseerd benefietoptreden. Sinds die tijd is de financiële situatie van het museum verbeterd. Het financiële herstel werd echter in 2010 ontsierd door de ontdekking van verduistering van een miljoen dollar door de penningmeester van het museum. Hij bekende schuld en zat een gevangenisstraf uit.
Het museum stelde in 2012 een recordaantal bezoekers te hebben gehad. Het heeft evenementen georganiseerd zoals optredens van bekende schrijvers onder wie Stephen King, Judy Blume en John Grisham. Het museum heeft ook schrijfprogramma's en prijzen gesponsord. In 2012 werd het Mark Twain House gekozen tot een van de tien beste historische huizen ter wereld in The Ten Best of Everything, een publicatie van National Geographic Books.

## Verhuizing naar Hartford

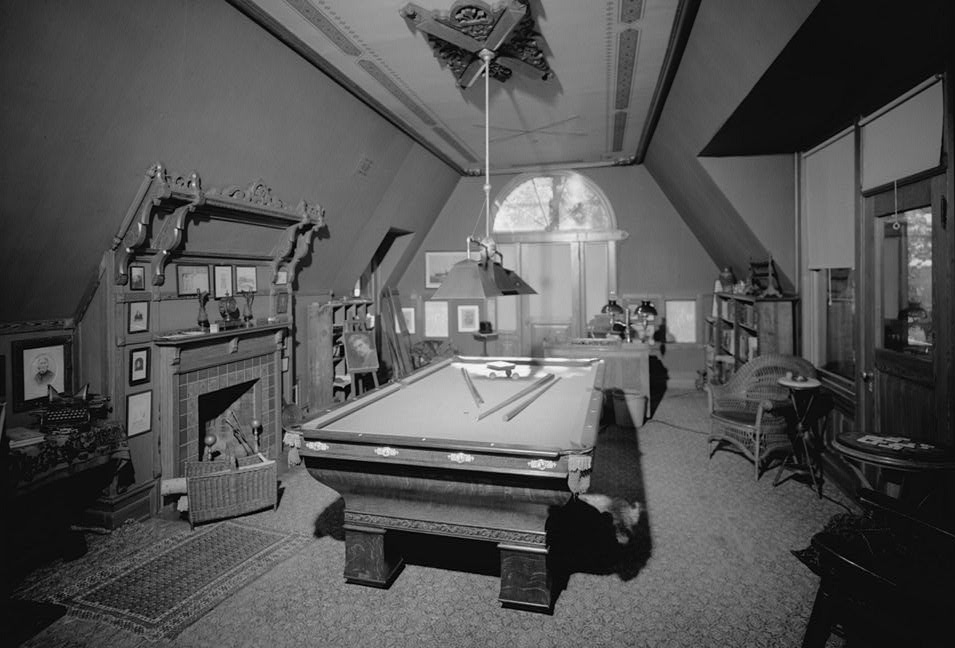
De biljartzaal waar Twain schreef.

Mark Twain kwam in 1868 naar Hartford, toen hij bezig was met het schrijven van zijn boek The Innocents Abroad, om samen te werken met uitgever Elisha Bliss Jr. van uitgeverij American Publishing Company. Hartford was met twaalf uitgevers destijds het middelpunt van de uitgeverswereld. Hij nam zijn intrek in een groot huis in Buffalo (New York) nadat hij met Olivia Langdon was getrouwd. Binnen twee jaar overwoog hij echter om te verhuizen naar een luxer huis onder meer om dichterbij zijn uitgever te zijn.
Het gezin huurde in 1871 eerst een huis in een wijk die Nook Farm heette voordat hij een stuk grond kocht en daar een nieuw huis op liet bouwen. Twain zei over Hartford, 

Van alle mooie steden waarvan ik het voorrecht heb gehad om deze te bezoeken, is dit de mooiste... Je weet niet wat schoonheid is als je daar niet bent geweest.

Hij werd aangetrokken door de stad die destijds het hoogste inkomen per hoofd van de bevolking had vergeleken met alle andere steden in de Verenigde Staten.

## Architectuur en bouw
Het huis werd ontworpen door Edward Tuckerman Potter, een architect uit de stad New York. Tijdens de bouw werd in de krant de Hartford Daily Times opgemerkt:

De innovatie die tot uiting komt in de architectuur van het gebouw, de eigenaardige indeling van het huis en de roem van zijn eigenaar zullen alle samenspannen om er voor lange tijd een huis van betekenis van te maken.

 De bouwkosten van het huis werden betaald uit de erfenis van mevrouw Clemens, de echtgenote van Mark Twain.
Het huis is gebouwd in de neogotischel stijl, inclusief het typische steil aflopende dak en een asymmetrische bay window. Het verhaal gaat dat het huis was ontworpen om eruit te zien als een riverboat. Volgens het boek A Field Guide to American Houses was het huis gebouwd in de Victoriaanse Stickstijl.
In 1881 werd een aangrenzend stuk land gekocht, waarna het terrein opnieuw werd ingedeeld en het huis werd gerenoveerd. De oprit werd opnieuw aangelegd, de keuken werd door de verbouwing twee keer zo groot en ook de hal werd vergroot. Het gezin liet nieuwe leidingen en verwarming aanleggen en een inbraakalarm installeren. Na de renovatie waren de totale kosten van het huis opgelopen tot zeventig duizend dollar, aan de woninginrichting was een bedrag van tweeëntwintig duizend dollar uitgegeven en de aankoop van het stuk grond kostte eenendertig duidend dollar.

## Leven in het huis

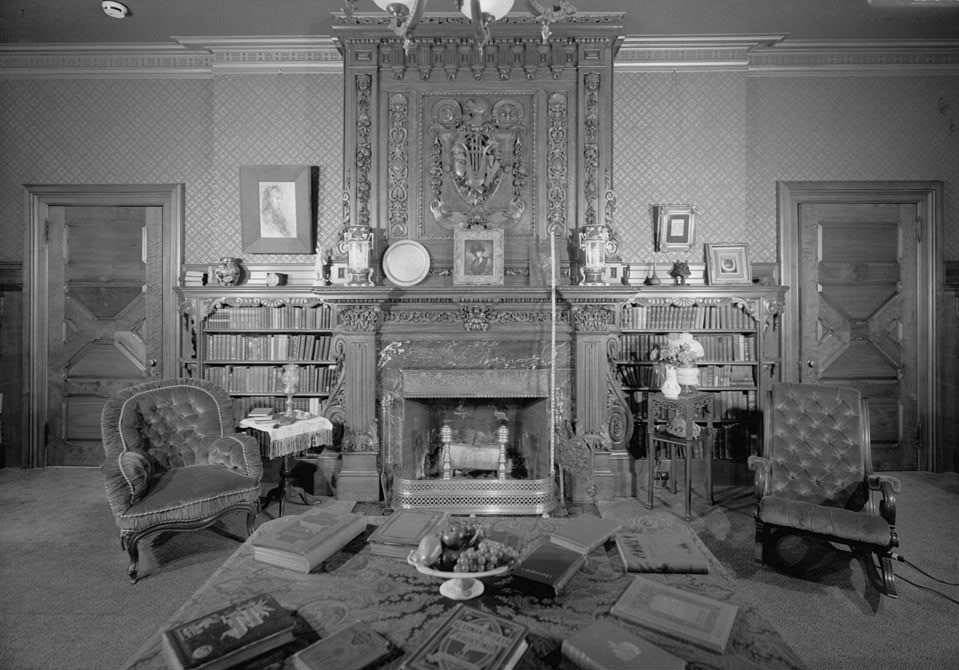
In de bibliotheek zijn de panelen met de hand bedrukt. Er zijn open haarden uit India, reliëfbehang en een enorme handgesneden schoorsteenmantel die de familie Twain in Schotland had gekocht.

Nadat de bouw van het huis was voltooid, ging de familie Clemens er in 1874 wonen. Op de bovenste verdieping lagen de biljartkamer en de studeerkamer waar Twain 's avonds laat zou schrijven. Niemand mocht in zijn kamer komen behalve het schoonmaakpersoneel. De kamer werd ook gebruikt voor het vermaken van mannelijke gasten met sigaren en sterke drank. Twain had gezegd, 

Er moet een kamer in dit huis zijn om in te kunnen vloeken. Het is gevaarlijk om zo'n gevoel te moeten onderdrukken.

De kinderen hadden hun eigen ruimte met een kinderkamer en een speelkamer die ook dienst deed als schoollokaal. Mevrouw Clemens gaf haar dochters les in het grote leslokaal op de eerste verdieping. Clemens speelde met zijn kinderen in de serre waar hij deed alsof hij een olifant was tijdens een denkbeeldige safari. Hij merkte op dat het huis 

van ons was en dat wij het vertrouwen van het huis kregen en er in zijn genade woonden en in de vrede van zijn zegening.

Clemens vond het fijn om in het huis te wonen, voor een deel omdat hij veel verschillende schrijvers in de buurt kende, zoals Harriet Beecher Stowe die naast hem woonde en Isabella Beecher Hooker. Hij verwelkomde ook diverse schrijvers als gasten, onder wie Thomas Bailey Aldrich, George Washington Cable en William Dean Howells, en ook acteurs Henry Irving, Lawrence Barrett en Edwin Booth.
Clemens werkte in dit huis aan veel van zijn bekendste boeken waaronder The Adventures of Tom Sawyer (1876) en Life on the Mississippi (1883). Het succes van The Adventures of Tom Sawyer gaf hem de inspiratie om het huis te renoveren. In 1881 gaf hij Louis Comfort Tiffany de opdracht om het huis opnieuw in te richten. Hij was ook gefascineerd door nieuwe technologische snufjes. Deze fascinatie leidde tot de installatie van een vroeg exemplaar van de telefoon.
Clemens investeerde veel geld in de zetmachine die was uitgevonden door James W. Paige. Hij richtte ook de uitgeverij Charles L. Webster & Company op dat naast zijn eigen werken ook de memoires van Ulysses S. Grant publiceerde. Zijn eerste publicatie was Adventures of Huckleberry Finn in 1884. Het bedrijf ging in 1894 failliet waardoor Twain met een grote schuld bleef zitten. De zetmachine van Paige werkte nooit naar behoren en werd ingehaald door de concurrerende linotype machine die ontwikkeld was door Whitelaw Reid. De verliezen van deze investeringen en verschillende economische depressies leidden ertoe dat de familie Clemens in 1891 naar Europa verhuisde waar de kosten van levensonderhoud betaalbaarder waren. Hij begon overal in Europa lezingen te geven om wat geld voor zijn gezin te verdienen. Omdat hij zich de kosten van het huis niet meer kon veroorloven, zette Twain het in de verhuur. Hij keerde er slechts een keer terug, in 1895. Hij schreef: 

Zodra ik het huis binnenkwam werd ik gegrepen door een enorm verlangen om er meteen weer met mijn gezin te gaan wonen en het huis en de grond nooit meer te verlaten... Het is het prettigste huis dat ooit heeft bestaan.

## Het huis na Twain
Katharine Seymour Day was een achternicht van Harriet Beecher Stowe die de familie Clemens had gekend en zij voorkwam in 1929 dat het huis van Twain werd gesloopt. Zij richtte de organisatie Friends of Hartford (Vrienden van Hartford) op en zamelde via een twee jaar durende campagne honderd duizend dollar in om een hypotheek voor het huis te krijgen. Tussen 1955 en 1974 werd het huis zorgvuldig gerestaureerd. Het duurde decennia om de hypotheek af te lossen en geld in te zamelen om het verpauperde gebouw te restaureren en ook om kunstvoorwerpen, meubels en persoonlijke bezittingen terug te krijgen. Het complete proces werd uiteindelijk in 1974 afgerond, net op tijd voor de viering van het honderdjarig bestaan van het huis. Het won in 1977 de David E. Finley Award voor 'voorbeeldige restauratie' van het National Trust for Historic Preservation. Een bezoek aan het Mark Twain House is alleen mogelijk via een van de rondleidingen. De rondleidingen hebben verschillende thema's. Het huis en het museum bieden in aanvulling op de rondleidingen veel verschillende evenementen aan, zoals lezingen, schrijfworkshops, gezinsactiviteiten, etc.

### Renovatie

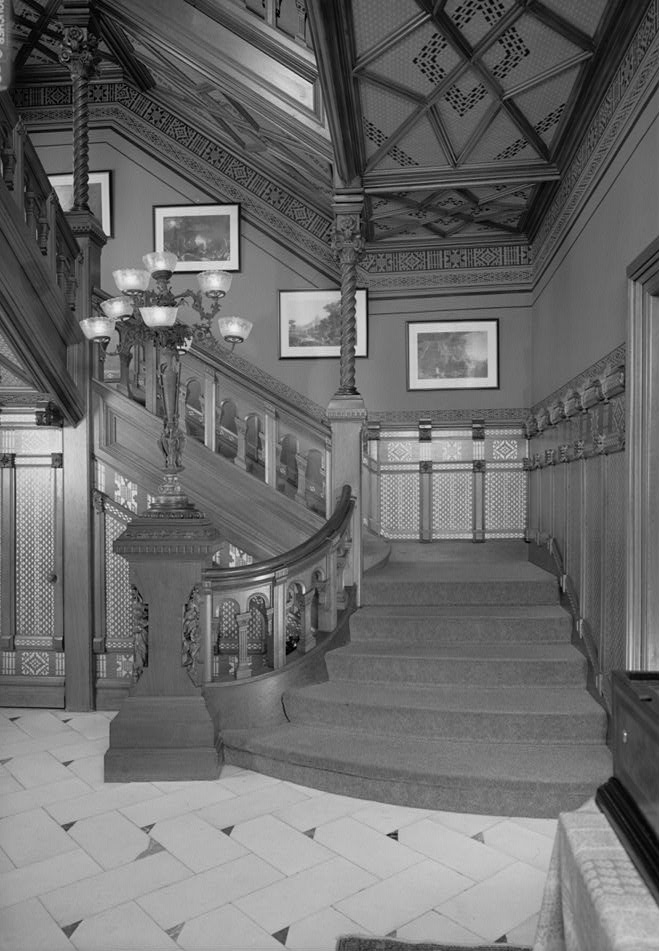
Hal en trap.

Het huis onderging vanaf 1999 een grote renovatie met inbegrip van werkzaamheden aan het hout aan de buitenzijde, de tegels en de terracotta bakstenen en het herstellen van de daken van paarse leistenen. Door de restauratie en de conservering werden het huis en het omliggende terrein teruggebracht in de staat waarin ze zich tussen 1881 en 1891 bevonden, toen de familie Clemens het meest van het huis hield. De marmeren vloer in de hal onderging een historische restauratie en specialisten bedrukten en verfden de muren en plafonds. Ook schilderden zij het houtwerk om het door Tiffany versierde interieur te herstellen. De restauratie werd voor een deel gefinancierd met twee federale Save America’s Treasures subsidies van in totaal drie miljoen dollar. Bij de restauratie werden ook scancomputers gebruikt. Tegenwoordig bevat het huis 50.000 kunstvoorwerpen: manuscripten, historische foto's, meubels van de familie en Tiffanyglas. Veel van het originele meubilair is in het huis gebleven, waaronder het in barokke stijl versierde veniciaans bed van het echtpaar Clemens, een fijn gesneden schoorsteenmantel afkomstig uit een Schots kasteel en een biljarttafel.

### Financiële problemen
Het aantal bezoekers bleef lange tijd steken op 53.000. Daarop besloten de beheerders van het huis dat zij moesten uitbreiden om te voorkomen dat zij gedwongen waren om hun activiteiten te beperken. Zij gaven architect Robert A. M. Stern de opdracht om een bezoekerscentrum te ontwerpen dat de aandacht van het huis niet zou wegnemen. Het kennis- en bezoekerscentrum werd gebouwd naast het koetshuis waar de koetsier van de familie Clemens ooit met zijn gezin had gewoond. Het green museum was het eerste museum in Amerika dat een Leadership in Energy and Environmental Design (LEED) certificaat ontving. Het centrum is een gebouw van 16,3 miljoen dollar met een oppervlakte van 3.300 m2 dat kunstvoorwerpen bevat uit de museumcollectie die niet in het huis zelf worden tentoongesteld. In het gebouw zijn ook een collegezaal en onderwijsfaciliteiten gerealiseerd. Het huis ontving een miljoen dollar van de overheid om de kosten van de bouw van het museum en de restauratie van het huis te kunnen bekostigen. Sinds de opening van het museum in november 2003 is het aantal bezoekers met 15% toegenomen.
In 2000 genereerde het huis vijf miljoen dollar uit het toerisme van 50.000 bezoekers. De Aetna stichting gaf vijfhonderd duizend dollar voor de campagne. De federale overheidsorganisatie National Endowment for the Humanities gaf achthonderd duizend dollar aan subsidie voor ontwikkelingsprogramma's voor docenten, een schrijfwedstrijd voor studenten en een educatieve website.
Na de bouw van het bezoekerscentrum in 2003 werd de financiële situatie van het huis onhoudbaar. Daarom werd een campagne gestart om het huis onder de aandacht van het publiek te brengen en fondsen te werven. In reactie leverden de staatsoverheid, de gouverneur, United Technologies en vele anderen een financiële bijdrage. Volgens museummedewerkers was het huis vanaf 2011 weer financieel gezond.
In 2011 publiceerde museummedewerker Steve Courtney een boek over de geschiedenis en de renovaties van het huis. Het boek bevat een voorwoord van Hal Holbrook, een van de beheerders van het huis.
- Library of Congress Control Number: sh2001009865
- Nationale Bibliotheek van Israël: 987007294661105171
- Virtual International Authority File: 316746828